# Madonna (Madonna-Album)
Madonna ist das Debütalbum der US-amerikanischen Sängerin Madonna aus dem Jahre 1983. In Europa wurde es 1985 als The First Album wiederveröffentlicht.

## Hintergrund
Die ersten Demoaufnahmen von Burning Up, Everybody und I Know It entstanden 1980 mit Stephen Bray, zwei Jahre nachdem Madonna Detroit verlassen hatte, um in New York Karriere zu machen. Gemeinsam hatten sie die Gruppe Breakfast Club gegründet. Dort hatte Madonna nicht nur Keyboard und Schlagzeug gespielt, sondern auch gesungen und die ersten Lieder verfasst. Mit diesen Demobändern stellte sie sich bei Seymour Stein, dem Vorsitzenden der Plattenfirma Sire Records vor und erhielt sofort einen Vertrag über zwei Singles (Burning Up und Everybody).
1982 begannen die Aufnahmen zum Album. Es wurden acht Stücke verwendet, von denen Madonna fünf mitverfasst hatte. In letzter Minute wurde Ain't No Big Deal, das eigentlich als erste Single vorgesehen war, gegen den Titel Holiday ausgetauscht – diesen hatte Mary Wilson (The Supremes) abgelehnt. Der Titel wurde 1983 veröffentlicht und bedeutete Madonnas Durchbruch: Weltweit konnte sie sich damit in den Top 10 platzieren. Dass kein Video dazu veröffentlicht wurde (es galt als misslungen und wurde niemals veröffentlicht) machte Madonna mit weltweiten Auftritten in Fernsehshows wieder wett. Holiday beruht auf der Akkordfolge des Songs The Look of Love, mit dem die britische Band ABC ein Jahr zuvor einen weltweiten Hit hatte, transponiert diese jedoch von C-Dur nach D-Dur. Ain't No Big Deal, geschrieben von Steve Bray, erschien später auf den Alben In the Beginning (1994) und Pre-Madonna (1996).
Die acht Titel dieses Albums seien „durchweg tanzbar und erheben nur den Anspruch, Spaß zu machen und eine gute Zeit zu bereiten“. Zu diesem Konzept kehrte Madonna mehrmals in ihrer Karriere zurück – zuletzt bei ihrem Dancealbum MDNA (2012). Das Album, das ursprünglich Lucky Star heißen sollte, ist Madonnas Vater gewidmet.

## Veröffentlichung
Die Erstveröffentlichung von Madonna erfolgte am 27. Juli 1983 bei Sire Records. Das Album erschien in seiner Originalfassung als LP mit acht Titeln (Katalognummer: 9 23867-1). Im Jahr 1988 erschien erstmals eine CD-Ausführung (Katalognummer: 7599-23867-2). Am 25. Mai 2001 erschien eine sogenannte „Digitally Remastered Version“, die um zwei Bonustitel erweitert wurde (Katalognummer: 9362-47903-2).

## Titelliste
1. Lucky Star (Madonna) – 5:30
2. Borderline (Lucas) – 5:18
3. Burning Up (Madonna) – 3:48 (Vor 1985 war eine unremixte Version enthalten – 4:48)
4. I Know It (Madonna) – 3:45
5. Holiday (Hudson, Stevens) – 6:08
6. Think of Me (Madonna) – 4:53
7. Physical Attraction (Lucas) – 6:35
8. Everybody (Madonna) – 4:57

Remastered Version
- Burning Up (12″ version) (Madonna) – 5:59
- Lucky Star (New Mix) (Madonna) – 7:15

## Singleauskopplungen
Singles in den Charts

| Jahr | Titel      | Höchstplatzierung, Gesamtwochen, AuszeichnungChartplatzierungen (Jahr, Titel, , Platzierungen, Wochen, Auszeichnungen, Anmerkungen) | Höchstplatzierung, Gesamtwochen, AuszeichnungChartplatzierungen (Jahr, Titel, , Platzierungen, Wochen, Auszeichnungen, Anmerkungen) | Höchstplatzierung, Gesamtwochen, AuszeichnungChartplatzierungen (Jahr, Titel, , Platzierungen, Wochen, Auszeichnungen, Anmerkungen) | Höchstplatzierung, Gesamtwochen, AuszeichnungChartplatzierungen (Jahr, Titel, , Platzierungen, Wochen, Auszeichnungen, Anmerkungen) | Höchstplatzierung, Gesamtwochen, AuszeichnungChartplatzierungen (Jahr, Titel, , Platzierungen, Wochen, Auszeichnungen, Anmerkungen) | Anmerkungen                                                   |
| Jahr | Titel      | DE | AT | CH | UK | US | Anmerkungen                                                   |
| ---- | ---------- | --- | --- | --- | --- | --- | ------------------------------------------------------------- |
| 1983 | Holiday    | DE9 (15 Wo.)DE | — | CH18 (9 Wo.)CH | UK2 (28 Wo.)UK | US16 (21 Wo.)US | Erstveröffentlichung: 7. September 1983 Verkäufe: + 1.148.000 |
| 1983 | Lucky Star | — | — | — | UK14 (11 Wo.)UK | US4 (16 Wo.)US | Erstveröffentlichung: 8. September 1983                       |
| 1984 | Borderline | — | — | CH23 (3 Wo.)CH | UK2 (14 Wo.)UK | US10 (30 Wo.)US | Erstveröffentlichung: 15. Februar 1984 Verkäufe: + 1.500.000  |

## Kommerzieller Erfolg

### Chartplatzierungen
| ChartsChartplatzierungen       | Höchstplatzierung | Wochen/ Monate |
| ------------------------------ | ----------------- | -------------- |
| Deutschland (GfK)              | 28 (16 Wo.)       | 16 Wo.         |
| Österreich (Ö3)                | 15 (1 Mt.)        | 1 Mt.          |
| Vereinigte Staaten (Billboard) | 8 (168 Wo.)       | 168 Wo.        |
| Vereinigtes Königreich (OCC)   | 6 (124 Wo.)       | 124 Wo.        |

### Auszeichnungen für Musikverkäufe
| Land/Region                  | Auszeichnungen für Musikverkäufe (Land/Region, Auszeichnung, Verkäufe) | Verkäufe  |
| ---------------------------- | ---------------------------------------------------------------------- | --------- |
| Australien (ARIA)            | 3× Platin                                                              | 210.000   |
| Deutschland (BVMI)           | Gold                                                                   | 250.000   |
| Frankreich (SNEP)            | Platin                                                                 | 300.000   |
| Hongkong (IFPI/HKRIA)        | Platin                                                                 | 20.000    |
| Italien (FIMI)               | Gold                                                                   | 100.000   |
| Neuseeland (RMNZ)            | Platin                                                                 | 20.000    |
| Niederlande (NVPI)           | Platin                                                                 | 100.000   |
| Spanien (Promusicae)         | Gold                                                                   | 50.000    |
| Südafrika (RISA)             | Gold                                                                   | 25.000    |
| Vereinigte Staaten (RIAA)    | 5× Platin                                                              | 5.000.000 |
| Vereinigtes Königreich (BPI) | Platin                                                                 | 300.000   |
| Insgesamt                    | 4× Gold · 13× Platin ·                                                 | 6.375.000 |

Hauptartikel: Madonna (Künstlerin)/Auszeichnungen für Musikverkäufe